# Allison Wolfe
Allison Wolfe, née le 9 novembre 1969 à Memphis (Tennessee), est une chanteuse, auteur-compositeur, écrivaine et podcaster américaine.
En tant que membre fondateur et lead vocalist (en) du groupe de punk rock Bratmobile, elle est devenue l'une des principales voix du mouvement riot grrl.
Elle a dirigé d'autres groupes, notamment Sex Stains (en), Partyline (en) et Cold Cold Hearts (en). Elle a été l'une des principales créatrices du festival de musique Ladyfest original en 2000. Elle a été la créatrice et l'animatrice du podcast d'interview de I'm In The Band.

## Biographie
Allison Wolfe et sa sœur jumelle Cindy sont nées à Memphis, Tennessee, le 9 novembre 1969. Avec leur sœur Molly, elles ont grandi à Olympia dans l'État de Washington. Leurs parents ont divorcé alors qu'elles étaient encore de jeunes enfants et elles ont été élevés par leur mère, Pat Shively, une féministe radicale. Pat Shively a fondé la Eastside Women's Health Clinic (EWHC) d'Olympia en 1981. C'était la première clinique pour femmes dans le comté de Thurston et tout au long des deux décennies de travail de Pat Shively, elle a été la cible de manifestations incessantes contre l'avortement. La mère de Wolfe a subi des violences verbales et physiques, et des menaces de mort l'ont forcée à se rendre à la clinique armée et portant un gilet pare-balles. L'EWHC a été détruite dans un incendie provoqué par un pyromane encore non identifié, en 2005, Pat Shively est décédée d'un cancer en février 2000 et Allison Wolfe lui attribue l'influence permanente d'un modèle féministe « almost too big to live up to »,.
En 1988, Wolfe a séjourné dans le district thaïlandais de Krathum Baen (en) à l'occasion d'un programme d'échange d'étudiants. Elle est retournée à Evergreen State College à Olympia, puis à l'université de l'Oregon à Eugene.

## Carrière musicale

### Bratmobile
Wolfe et Molly Neuman (en) ont écrit sur le sexisme omniprésent de la musique rock dans leur punkzine (en) influent, Girl Germs. Ils ont pris ces thèmes en musique lorsqu'ils se sont joints à la guitariste Erin Smith (en) pour former leur propre groupe, Bratmobile, en 1991. Maura Johnston (en) a écrit plus tard dans Rolling Stone que le « disaffected drawl became one of the most prominent voices of the early-Nineties riot grrrl movement »,.
Bratmobile a enregistré pour Kill Rock Stars, un label indépendant basé à Olympia, et a sorti leur premier album, Pottymouth (en), en 1992. Le groupe s'est dissous à New York en 1994.

### Cold Cold Hearts
Wolfe et Smith se sont finalement réunis pour former Cold Cold Hearts (en) avec une section rythmique fournie par la batteuse Katherine Brown et la bassiste Natalie Mencinsky (« Nattles »). Le groupe a fait de nombreuses tournées et a sorti un album en 1997.

### Deep Lust
Allison Wolfe a ensuite chanté avec Deep Lust, son premier groupe avec des musiciens masculins qu'elle décrit en souriant comme « mon boy band ». Deep Lust s'est formé au début de 1999, ils ont fait une tournée et publié un album sur Kill Rock Stars en février 2000.

### Reformation de Bratmobile
Bratmobile s'est reformé en 1999 et est parti en tournée avec Sleater Kinney. Le groupe réuni a sorti deux autres albums, Ladies, Women and Girls (en) (2000) et Girls Get Busy (en) (2002).

### Partyline
Wolfe a commencé un groupe basé à Washington, Partyline (en), en 2004. Le groupe a sorti deux albums, Girls With Glasses (en) (2005) et Zombie Terrorist (en) (2006).

### Sex Stains
Sex Stains (en) s'est formé à Los Angeles en 2014. Le groupe de cinq personnes était le plus grand avec lequel Wolfe avait travaillé jusqu'alors et le premier dans lequel une autre chanteuse l'accompagnait, Mecca Vazie Andrews. Le groupe a sorti son premier album avec le label Don Giovanni Records (en) en 2016.
Après quelques changements de personnes en 2017, le groupe a pris le nom de Ex Stains, qui a effectué des spectacles avec Wolfe au chant jusqu'à sa dissolution à la mi-2018.

### Autres groupes musicaux
Allison Wolfe a joué et enregistré avec divers autres groupes, dont Alice Bag, Cool Moms, Dig Yr Grave, Hawnay Troof (en) et son rejeton, Baby Truth.

### Autres activités
Allison Wolfe est l'un des principaux architectes à l'origine du festival de musique Ladyfest d'origine à Olympia en 2000,. Depuis, des festivals Ladyfest ont eu lieu dans le monde entier et Allison Wolfe est apparue dans beaucoup d'entre eux.
Allison Wolfe est titulaire d'une maîtrise d'arts journalism de l'Université de Californie du Sud. Dans les années 2000, elle a travaillé pour le Washington Post et a édité la série de mangas sur le thème du punk rock Nana, refaçonnant sa traduction anglaise de base en langue vernaculaire moderne. Depuis 2017, elle anime I'm In The Band, un podcast sur Tidal dans lequel elle interviewe des artistes des scènes punk et rock indépendant.

## Discographie

### Bratmobile

#### Albums studio
- Pottymouth (1993) LP/CD/CS (Kill Rock Stars)
- Ladies, Women and Girls (2000) CD/LP, (Lookout! Records)
- Girls Get Busy (2002) CD/LP (Lookout! Records)

#### EPs
- The Real Janelle (1994) LPEP/CDEP (Kill Rock Stars)

#### Albums Live
- The Peel Session (Bratmobile) CDEP (Strange Fruit)

#### Singles
- Kiss & Ride (Homestead Records)

#### Split 7"[Quoi ?]
- Tiger Trap / Bratmobile split 7" (4-Letter Words)
- Heavens to Betsy / Bratmobile split 7" (K Records)
- Brainiac / Bratmobile split 7" (12X12)
- Veronica Lake / Bratmobile split 7" (Simple Machines)

#### Apparitions
- Kill Rock Stars compilation, CD/LP, (Kill Rock Stars)
- A Wonderful Treat compilation cassette
- The Embassy Tapes cassette
- Throw compilation CD (Yoyo Recordings)
- International Pop Underground live LP/CD/CS (K Records)
- Neapolitan Metropolitan boxed 7" set (Simple Machines)
- Teen Beat 100 compilation 7" (Teen Beat)
- Julep compilation LP/CD (Yo Yo)
- Wakefield Vol. 2 V/A CD boxed set (Teen Beat)
- Plea For Peace Take Action compilation CD (Sub City)
- Boys Lie compilation CD (Lookout! Records)
- Yo Yo A Go Go 1999 compilation CD (Yoyo Recordings)
- Lookout! Freakout Episode 2 compilation CD (Lookout! Records)
- Songs For Cassavetes compilation CD (Better Looking Records)
- Lookout! Freakout Episode 3 CD (Lookout! Records)
- Turn-On Tune-In Lookout! DVD (Lookout! Records)

### Avec Cold Cold Hearts

#### Albums studio
- Cold Cold Hearts (1997)

#### Singles
- Yer So Sweet (Baby Donut) (1996)

### Avec Partyline
- Girls With Glasses 5-song demo CDR août 2004
- Girls With Glasses 6-song debut CDEP (Retard Disco) juin 2005
- Spider and the Webs / Partyline split 7" (Local Kid) octobre 2005
- Zombie Terrorist debut full-length CD (Retard Disco) 24 octobre 2006
- Bad For The Baby 7" (Moonflower Records) novembre 2009

### Avec Sex Stains

#### Albums studio
- Sex Stains (2016) CD/LP (Don Giovanni Records)